# Honorat Rambaud
Honorat Rambaud (* um 1516 in Gap; † 1586) war ein französischer Romanist und Rechtschreibreformer.

## Leben
Rambaud war ab 1546 Schulmeister in Marseille. Er entwarf 1567 für die französische Sprache eine Alphabetreform, in der die traditionellen Buchstaben des französischen Alphabets durch 52 neu erfundene ersetzt wurden, um eine größere Nähe zur Aussprache und eine bessere Lesbarkeit der Silben zu erreichen. Das erst 1578 erschienene Werk mit universalem Anspruch, das ohne Wirkung blieb,  wurde im 20. Jahrhundert nachgedruckt und von den Fachleuten wegen seiner Radikalität und seiner historischen Informativität intensiv rezipiert. 

## Werke
- La déclaration des abus que l'on commet en écrivant et le moyen de les éviter et représenter naïvement les paroles, ce que jamais homme n'a fait, Lyon 1578, Menston 1970, Genf 1972